# Rothschildweber
Der Rothschildweber (Foudia omissa) ist eine Singvogelart aus der Familie der Webervögel (Ploceidae). Er kommt auf Madagaskar vor.

## Merkmale
Der Rothschildweber erreicht eine Größe von 14 Zentimetern und ein Gewicht von 15 bis 24 Gramm. Beim Männchen im Prachtkleid sind Stirn, Oberkopf und Nacken rot. Um die Augen verläuft ein schwarzer Ring und hinter dem Auge ist ein dunkler Fleck zu erkennen. Kinn, Kehle, Wangen und Ohrdecken sind rot. Die obere Brust ist rot. Unterbrust, Flanken, Bauch, Schenkelbefiederung und Unterschwanzdecken sind olivgrau. Die Schenkelbefiederung und die Unterschwanzdecken sind häufig gelblich verwaschen. Mantel und Rücken sind olivbraun mit dunklen Mittelstreifen. Einige Federn haben rote Spitzen. Bürzel und Oberschwanzdecken sind rot. Oberflügel und Schwanz sind dunkel olivgrün. Die Schwungfedern tragen schmale gelbe Säume, die Flügeldecken breite helle Ränder. Die Iris ist dunkelbraun, der Schnabel schwarz und die Beine sind braun.
Bei den Männchen im Schlichtkleid und den Weibchen sind Stirn, Oberkopf und Nacken olivgrün mit schmalen Mittelstreifen. Auf dem ebenfalls olivgrünen Mantel und Rücken sind diese wesentlich breiter. Der Bürzel ist ungestreift. Flügel und Schwanz sind wie beim Männchen im Prachtkleid dunkel olivgrün. Wangen und Ohrdecken sind olivgrün. Kehle und Unterseite sind olivgrau mit einigen gelben Streifen, die am Kinn und an der Bauchmitte am hellsten sind. Die Iris ist dunkelbraun, Schnabel und Beine sind hellbraun. Die juvenilen Vögeln ähneln den Weibchen. Unterseite ist jedoch eher bräunlich als grünlich getönt und die Flügeldecken sind lederfarben.
Der Gesang ähnelt dem des Madagaskarwebers (Foudia madagascariensis).

## Vorkommen und Lebensraum
Der Rothschildweber bewohnt intakte immergrüne Regenwälder von Meereshöhe bis in Höhenlagen von 2000 m. Sein Verbreitungsgebiet erstreckt sich im Osten Madagaskars vom Nationalpark Montagne d’Ambre über Tsaratanana bis südlich nach Tolagnaro.

## Lebensweise
Rotschildweber sind offenbar Standvögel. Ihre Nahrung besteht aus Samen, Nektar und Insekten. Die untersuchten Nahrungsbestandteile umfassen unter anderem Sloanea-Samen sowie den Blütennektar von Strongylodon, Bakerella und Symphonia. Rothschildweber gehen in kleinen Schwärmen von bis zu 15 Individuen auf Nahrungssuche. Manchmal sind sie in gemischten Vogelschwärmen zu beobachten. Das Brutverhalten unterscheidet sich nicht von dem des Madagaskarwebers. Brütende Vögel wurden im Januar beobachtet. Der Rotschildweber ist offenbar monogam.